# Benissa (kommunhuvudort)
Benissa är en kommunhuvudort i Spanien. Den ligger i provinsen Provincia de Alicante och regionen Valencia, i den östra delen av landet, 400 km sydost om huvudstaden Madrid. Benissa ligger 266 meter över havet och antalet invånare är 13 221.
Terrängen runt Benissa är huvudsakligen kuperad, men den allra närmaste omgivningen är platt. Terrängen runt Benissa sluttar österut.Närmaste större samhälle är Denia, 14,8 km norr om Benissa. 